# Hobart Muir Smith
Hobart Muir Smith (* 26. September 1912 in Stanwood (Iowa), USA; † 4. März 2013 in Boulder), geboren als Frederick William Stouffer, war ein amerikanischer Herpetologe. Er verstarb im Seniorenheim The Villas at the Atrium in Boulder.

## Leben und Werk
Smith studierte an der Kansas State University mit dem Bachelor-Abschluss 1932 und wurde 1936 an der University of Kansas bei Edward Harrison Taylor über Echsen der Gattung Sceloporus promoviert. Als Post-Doktorand war er an der University of Michigan an einer Monographie über Eidechsen der Gattung Sceloporus aus Mexiko und Zentralamerika beteiligt. Danach war er am Field Museum in Chicago und sammelte für die Smithsonian Institution Reptilien in Mexiko. 1941 wurde er Professor für Zoologie an der University of Rochester, 1945 Associate Professor an der University of Kansas und 1946 an der Texas A&M University. 1947 bis zur Emeritierung 1968 war er Professor für Zoologie an der University of Illinois at Urbana-Champaign. Nach der Emeritierung 1968 ging er als Professor für Biologie an die University of Colorado in Boulder. 1983 ging er auch dort in den Ruhestand.
Smith hat mehr als 100 neue Reptilien und Amphibien entdeckt und beschrieben. Außerdem wurden mindestens fünf Arten nach ihm benannt, z. B. die Natter Tantilla hobartsmithi und der Anolis Anolis hobartsmithi. Smith war bis ins hohe Alter produktiv und publizierte noch in seinem letzten Lebensjahr wissenschaftliche Artikel. Mit mehr als 1600 publizierten Manuskripten ist er der am meisten publizierte Herpetologe.

## Schriften
- Checklist and key to snakes of Mexico (1945)
- Handbook of Lizards, Lizards of the US and of Canada (1946)
- Checklist and key to amphibians of Mexico (1948)
- Handbook of Amphibians and Reptiles of Kansas (1950)
- Checklist and Key to Reptiles of Mexico Exclusive of Snakes (1950)
- mit Herbert S. Zim: Reptiles and Amphibians: A Guide to Familiar American Species (1953, 1956)
- Reptiles and Amphibians - A Guide to Familiar American Species (1958)
- Poisonous Amphibians and Reptiles (1959)
- Evolution of Chordate Structure  (1961)
- Snakes as Pets (1965)
- Analysis of the Literature on the Mexican Axolotl (1971)
- Analysis of the Literature Exclusive of the Mexican Axolotl (1973)
- Source Analysis and Index for Mexican Reptiles (1976)
- Source Analysis and Index for Mexican Amphibians (1976)
- Guide to Mexican Amphisbaenians and Crocodilians (1977)
- Guide to Mexican Turtles (1980)
- mit Edmund D. Brodie Jr.: Reptiles of North America - A Guide to Field Identification (1982)